# Kościół Zbawiciela w Giumri
Kościół Zbawiciela w Giumri – wybudowany w XIX wieku kościół znajdujący się w Giumri. Znajduje się na placu Vartanants w centrum Giumri. Jego budowę rozpoczęto w 1858 roku a zakończono w 1872 roku. Świątynie konsekrowano w 1873 roku. Budowa kościoła została zrealizowana dzięki darowiznom mieszkańców Giumri (wtedy Aleksandropolu) i rodziny Drampyanów. Architektem kościoła był Tadeos Andikyan. Kościół przetrwał trzęsienie ziemi w 1926. Na początku lat 30. XX wieku kościół został skonfiskowany przez rząd radziecki. W 1932 roku kościelna dzwonnica została zniszczona, lecz w 1964 roku została odbudowana. W czasach radzieckich kościół był używany między innymi jako muzeum i sala koncertowa. Podczas niszczycielskiego trzęsienia ziemi w 1988 kościół został poważnie uszkodzony, jeszcze do dziś trwają pracę mające na celu powrócić mu dawną świetność.

## Galeria

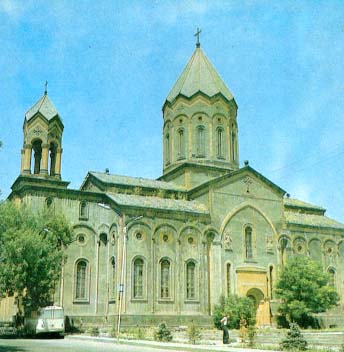
Kościół sprzed 1988 roku
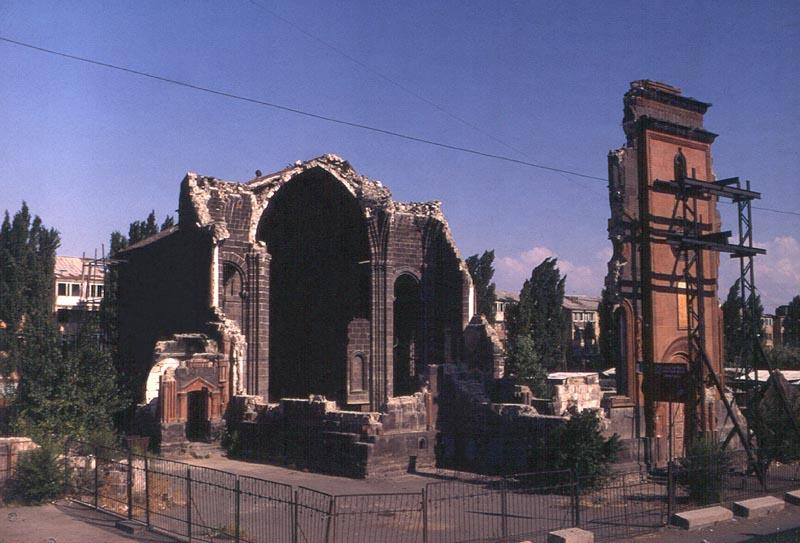
Kościół zniszczony po trzęsieniu ziemi
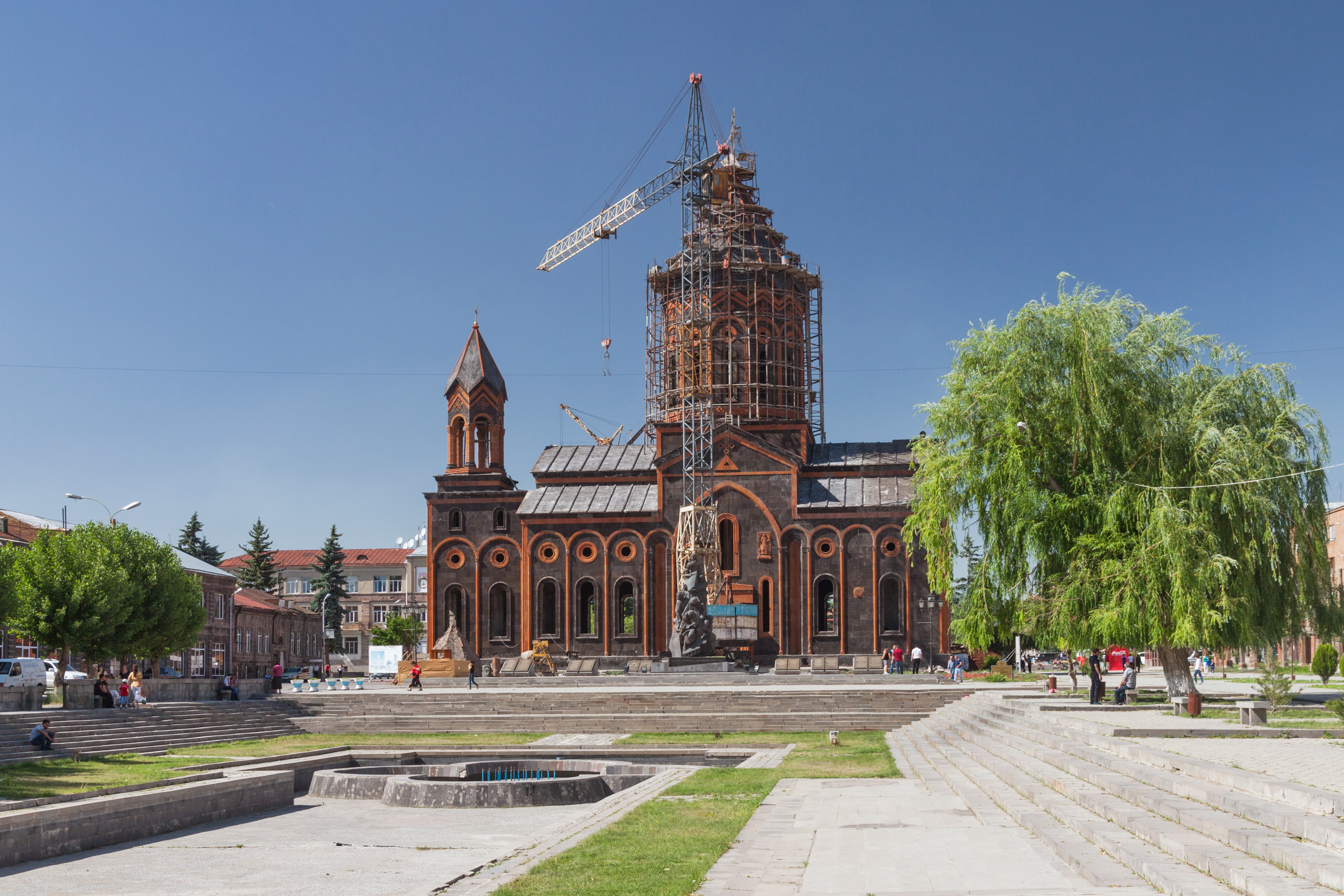
Kościół w 2014 roku w czasie odbudowy